# Гараколоб
Гараколоб (авар. ГохIáколо) — село в Тляратинском районе Дагестана. Входит в состав сельского поселения сельсовет Саниортинский.

## География
Расположено в 10 км к юго-востоку от районного центра — села Тлярата, на правом берегу реки Гараколоб. Высота над уровнем моря 2300 м.

## Население
| 1869 | 1888 | 1895 | 1926 | 1939 | 1970 | 1989 |
| ---- | ---- | ---- | ---- | ---- | ---- | ---- |
| 63   | ↗91  | ↗98  | ↘60  | ↗73  | ↗145 | ↗211 |
| 2002 | 2010 | 2021 |      |      |      |      |
| ↗234 | ↗249 | ↘236 |      |      |      |      |